# Сало Володимир Геннадійович
Володимир Геннадійович Сало (нар. 6 лютого 1974, Біловодське, Киргизька РСР) — киргизький футболіст, захисник, пізніше киргизький футбольний тренер. Відомий за виступами за низку киргизьких та казахських клубів вищих дивізонів, а також у складі збірної Киргизстану. Неодноразовий чемпіон Киргизстану та володар Кубка країни. Кращий футболіст Киргизстану 1995 року.

## Кар'єра футболіста
Володимир Сало народився в селі Біловодське неподалік столиці Киргизької СРСР Фрунзе. Розпочав займатися футболом у республіканському УОР. У професійному футболі дебютував у 1991 році в команді союзної другої ліги «Достук» із Сокулука, пізніше грав у її складі у двох перших чемпіонатах незалежного Киргизстану, у яких команда грала під назвою «СКА-Достук». У 1994 році Володимир Сало став гравцем клубу «Кант-Ойл», у складі якого в цьому ж сезоні уперше став чемпіоном країни. Наступного року Сало в складі кантської команди вдруге став чемпіоном країни, а також був визнаний кращим футболістом Киргизстану, проте команда в кінці 1995 року була розформована. Після цього Володимир Сало протягом 1996—1997 років грав у клубі другої російської ліги «Волгар-Газпром» з Астрахані.
У 1997 році Володимир Сало повернувся до Киргизстану, де став гравцем команди «Динамо» з Бішкека, проте ще до кінця сезону він перейшов до іншого столичного клубу «Алга-ПВО»), який наступного року перейменували на «СКА-ПВО». У складі армійської команди футболіст у 1997 і 1998 роках ставав володарем Кубку Киргизстану. На початку 1999 року Сало став гравцем казахської команди вищого дивізіону «Шахтар» з Караганди, проте зіграв у її складі лише 9 матчів, після чого знову повернувся до складу «СКА-ПВО», у складі якого став чемпіоном країни та володарем Кубка країни 2000 року.
На початку 2001 року Володимир Сало стає гравцем клубу казахського вищого дивізіону «Жетису», проте за підсумками сезону клуб вибуває з вищого дивізіону, і Сало протягом сезону 2002 року грає у складі «Жетису» в другому казахському дивізіоні. У 2003 році футболіст стає гравцем казахської команди вищого дивізіону «Тараз», проте вже за півроку повертається до складу «СКА-ПВО». У цьому ж році він знову стає володарем Кубка Киргизстану та срібним призером першості країни, а наступного року, коли команду перейменували на «СКА-Шоро», він знову стає у складі команди срібним призером першості країни, повторивши цей успіх разом із командою в сезоні 2005 року. У 2006 році Володимир Сало стає гравцем команди «Абдиш-Ата» з Кант, у складі якої знову стає срібним призером першості країни. У 2007 році в черговий раз футболіст стає гравцем столичної «Алги», яка в цьому році грала під назвою «Авіатор-ААЛ». У 2008 році Володимир Сало знову стає гравцем клубу «Абдиш-Ата», проте наступного року остаточно завершив виступи на футбольних полях.

## Тренерська кар'єра
Після закінчення виступів на футбольних полях Володимир Сало з 2010 року деякий час працював тренером свого останнього клубу «Абдиш-Ата». У 2015 році колишній футболіст тренував юнацьку збірну Киргизстану віком гравців до 19 років. У 2017 році Володимир Сало очолив клуб Топ-Ліги «Кара-Балта», а в 2018 році став одним із тренерів олімпійської збірної Киргизстану, яка брала участь у Азійських іграх. У 2021 році знову увійшов до тренерського штабу клубу «Абдиш-Ата».

## Виступи за збірну
17 квітня 1994 року Володимир Сало дебютував у національній збірній Киргизстану в матчі міжнародного турніру проти збірної Казахстану. У складі збірної Сало грав до 2004 року, останній матч зіграв 30 листопада 2004 року проти збірної Сирії. Усього за збірну зіграв 30 матчів, тривалий час був одним із рекордсменів збірної за числом зіграних матчів.

## Досягнення

### Командні
- Чемпіон Киргизстану — 1994, 1995, 2000
- Володар Кубка Киргизстану — 1997, 1998, 2000, 2003

### Особисті
- Кращий футболіст Киргизстану — 1995